# Marchena (kommunhuvudort)
Marchena är en kommunhuvudort i Spanien.   Den ligger i provinsen Provincia de Sevilla och regionen Andalusien, i den södra delen av landet, 400 km söder om huvudstaden Madrid. Marchena ligger 131 meter över havet och antalet invånare är 19 768.
Terrängen runt Marchena är platt. Runt Marchena är det ganska glesbefolkat, med 48 invånare per kvadratkilometer. Marchena är det största samhället i trakten. Trakten runt Marchena består till största delen av jordbruksmark.